# Denis Zakaria
Denis Lemi Zakaria Lako Lado (Genève, 20 november 1996) is een Zwitsers betaald voetballer die doorgaans speelt als verdedigende middenvelder. In augustus 2023 verruilde hij Juventus voor AS Monaco. Zakaria debuteerde in 2016 in het Zwitsers voetbalelftal.

## Clubcarrière

### Servette
Zakaria speelde in de jeugd van Servette vanaf 2004. In 2014 werd de middenvelder opgenomen in het eerste elftal van de club. Op 10 november van dat jaar debuteerde de Zwitser voor zijn club, toen op bezoek bij Lausanne-Sport met 1–3 gewonnen werd. In de blessuretijd mocht hij als invaller het veld betreden. Zes maanden later, op 18 mei, speelde Zakaria voor het eerst in de basis, tijdens zijn tweede optreden voor Servette. Op bezoek bij Wohlen kreeg hij het vertrouwen om te starten. Bij een stand van 1–1 tekende de middenvelder in de achtenzestigste minuut voor zijn eerste officiële doelpunt. Uiteindelijk won Servette met 1–3. Hij speelde in totaal zes wedstrijden voor Servette, waarin hij tweemaal scoorde.

### Young Boys
In de zomer van 2015 verkaste Zakaria naar Young Boys. Bij die club ondertekende de Zwitser een verbintenis tot medio 2019. Op 18 juli maakte hij tegen FC Zürich zijn debuut voor de club. Op 28 november scoorde hij tegen FC St. Gallen zijn eerste doelpunt voor Young Boys. Hij scoorde 32 wedstrijden in zijn eerste seizoen. Een jaar na zijn komst verlengde Zakaria zijn contract met een jaar, tot de zomer van 2020. Ook in zijn tweede seizoen speelde hij veel wedstrijden, maar werd hij opnieuw tweede in de competitie. Op 16 augustus 2016 speelde hij in de kwalificatie voor de Champions League tegen zijn latere werkgever Borussia Mönchengladbach. Op 15 september speelde Zakaria tegen Olympiakos Piraeus zijn eerste wedstrijd in het hoofdtoernooi van de Europa League. In totaal speelde Zakaria 65 wedstrijden in twee seizoenen voor Young Boys.

### Borussia Mönchengladbach
In de zomer van 2017 maakte Zakaria de overstap naar Borussia Mönchengladbach, waar hij zijn handtekening zette onder een verbintenis voor de duur van vijf seizoenen. Op 11 augustus maakte hij in de DFB-Pokal tegen Rot-Weiss Essen zijn debuut voor de club. Een week later maakte hij tegen 1. FC Köln ook zijn debuut in de Bundesliga. Weer een week later scoorde hij tegen FC Augsburg zijn eerste doelpunt voor zijn nieuwe werkgever. Hij was direct basisspeler bij Gladbach en speelde 33 wedstrijden in zijn eerste seizoen. Zakaria speelde in totaal vierenhalf seizoen bij Borussia Mönchengladbach en kwam hierin tot 146 wedstrijden en elf goals. 

### Juventus
Na vierenhalf jaar in de Bundesliga maakte Zakaria een transfer naar Juventus. De Italiaanse club betaalde circa achtenhalf miljoen euro voor zijn diensten en schotelde hem een contract voor vierenhalf jaar voor. Op 6 februari 2022 maakte hij tegen Hellas Verona zijn debuut voor Juventus. Hij was meteen goed voor zijn eerste doelpunt, de tweede en laatste goal van Juventus. Op 11 mei stond hij in de basis tijdens de Coppa Italia-finale tegen Internazionale, die na verlenging met 2-4 verloren werd. In het nieuwe seizoen werd hij vrij snel verhuurd, waardoor hij tot slechts vijftien wedstrijden kwam.

### Chelsea
Aan het begin van het seizoen 2022/23 werd Zakaria voor het restant van de jaargang verhuurd aan Chelsea, dat tevens een optie tot koop verkreeg. Op 2 november maakte hij in de Champions League-wedstrijd tegen Dinamo Zagreb zijn debuut. Opnieuw was hij meteen trefzeker, hij scoorde de winnende 2-1. Op 27 december maakte hij tegen AFC Bournemouth ook zijn Premier League-debuut voor Chelsea, nadat hij zeven wedstrijden zonder speelminuten op de bank bleef zitten. Ook bij Chelsea kwam hij echter niet uit de verf. Hij speelde elf wedstrijden en zijn optie tot koop werd niet gelicht en na zijn terugkeer bij Juventus mocht hij definitief vertrekken. 

### AS Monaco
AS Monaco nam de middenvelder over voor circa twintig miljoen euro, waarna hij voor vijf jaar tekende. Op 20 augustus 2023 maakte hij als centrale verdediger in een driemansdefensie zijn debuut voor Monaco tegen RC Strasbourg. Op 5 november scoorde hij tegen Stade Brestois zijn eerste doelpunt voor Monaco. Op 11 februari 2024 scoorde hij tweemaal in een 3-2 overwinning op OGC Nice. Een week later was hij tegen Toulouse voor het eerst aanvoerder van Monaco bij afwezigheid van eerste captain Wissam Ben Yedder. Hij was vaste kracht in zijn eerste seizoen bij Monaco, maar miste wel vijf wedstrijden door diverse schorsingen. 

## Clubstatistieken
| Seizoen | Club                     | Competitie       | Competitie | Competitie | Beker | Beker | Internationaal | Internationaal | Totaal | Totaal |
| Seizoen | Club                     | Competitie       | Wed.       | Dlp.       | Wed.  | Dlp.  | Wed.           | Dlp.           | Wed.   | Dlp.   |
| ------- | ------------------------ | ---------------- | ---------- | ---------- | ----- | ----- | -------------- | -------------- | ------ | ------ |
| 2014/15 | Servette                 | Challenge League | 6          | 2          | 0     | 0     | —              | —              | 6      | 2      |
| 2015/16 | Young Boys               | Super League     | 27         | 1          | 2     | 0     | 3              | 0              | 32     | 1      |
| 2016/17 | Young Boys               | Super League     | 23         | 1          | 3     | 0     | 7              | 0              | 33     | 1      |
| 2017/18 | Borussia Mönchengladbach | Bundesliga       | 30         | 2          | 3     | 0     | —              | —              | 33     | 2      |
| 2018/19 | Borussia Mönchengladbach | Bundesliga       | 31         | 4          | 1     | 0     | —              | —              | 32     | 4      |
| 2019/20 | Borussia Mönchengladbach | Bundesliga       | 23         | 2          | 2     | 0     | 6              | 0              | 31     | 2      |
| 2020/21 | Borussia Mönchengladbach | Bundesliga       | 25         | 1          | 2     | 0     | 5              | 0              | 32     | 1      |
| 2021/22 | Borussia Mönchengladbach | Bundesliga       | 16         | 2          | 2     | 0     | —              | —              | 18     | 2      |
| 2021/22 | Juventus                 | Serie A          | 9          | 1          | 3     | 0     | 1              | 0              | 13     | 1      |
| 2022/23 | Juventus                 | Serie A          | 2          | 0          | 0     | 0     | 0              | 0              | 2      | 0      |
| 2022/23 | → Chelsea                | Premier League   | 7          | 0          | 2     | 0     | 2              | 1              | 11     | 1      |
| 2023/24 | AS Monaco                | Ligue 1          | 25         | 4          | 3     | 0     | —              | —              | 28     | 4      |
| Totaal  | Totaal                   | Totaal           | 224        | 20         | 23    | 0     | 24             | 1              | 271    | 21     |

Bijgewerkt op 29 juli 2024.

## Interlandcarrière
Zakaria maakte op 28 mei 2016 zijn debuut in het Zwitsers voetbalelftal, toen dat team in een oefenduel met 1–2 van België verloren werd. Blerim Džemaili opende de score voor het Alpenland, maar door goals van Romelu Lukaku en Kevin De Bruyne wonnen de Belgen alsnog. Zakaria mocht van coach Vladimir Petković twaalf minuten voor tijd invallen voor Džemaili. De andere debutant deze wedstrijd was Nico Elvedi (Borussia Mönchengladbach). In de zomer van 2016 werd hij door Petković opgenomen in de Zwitserse selectie voor het Europees kampioenschap voetbal 2016. Zwitserland werd na strafschoppen uitgeschakeld in de achtste finale door Polen (1–1, 4–5). Op het EK kwam hij niet in actie. Zakaria maakte eveneens deel uit van de Zwitserse ploeg die deelnam aan de WK-eindronde 2018 in Rusland. Daar eindigde de selectie onder leiding van bondscoach Vladimir Petković als tweede in groep E, achter Brazilië (1–1) maar vóór Servië (2–1) en Costa Rica (2–2). In de achtste finales ging Zwitserland vervolgens met 1–0 onderuit tegen Zweden door een treffer van Emil Forsberg. Zakaria kwam tegen Brazilië en Costa Rica in actie voor de nationale ploeg.
Hij werd in mei 2021 door Petković opgenomen in de Zwitserse selectie voor het uitgestelde EK 2020. Op dit toernooi werd Zwitserland na strafschoppen uitgeschakeld door Spanje in de kwartfinales. Eerder was op die manier juist gewonnen van Frankrijk. In de groepsfase werd gelijkgespeeld tegen Wales (1–1), verloren van Italië (3–0) en gewonnen van Turkije (3–1). Zakaria speelde tegen Wales en Spanje mee. Zijn toenmalige teamgenoten Yann Sommer, Nico Elvedi, Breel Embolo (allen eveneens Zwitserland), Stefan Lainer, Valentino Lazaro (beiden Oostenrijk), Marcus Thuram (Frankrijk), Matthias Ginter, Jonas Hofmann en Florian Neuhaus (alleen Duitsland) waren ook actief op het EK.
In november 2022 werd Zakaria door bondscoach Murat Yakin opgenomen in de selectie van Zwitserland voor het WK 2022. Tijdens dit WK werd Zwitserland uitgeschakeld door Portugal nadat in de groepsfase gewonnen was van Kameroen en Servië en verloren van Brazilië. Zakaria kwam in twee duels in actie. Zijn toenmalige clubgenoten Kalidou Koulibaly, Édouard Mendy (beiden Senegal), Raheem Sterling, Mason Mount, Conor Gallagher (allen Engeland), Christian Pulisic (Verenigde Staten), Kai Havertz (Duitsland), César Azpilicueta (Spanje), Mateo Kovačić (Kroatië), Hakim Ziyech (Marokko) en Thiago Silva (Brazilië) waren ook actief op het toernooi.
Yakin nam Zakaria in mei 2024 op in zijn voorselectie voor het EK 2024 in Duitsland. Later maakte hij ook onderdeel uit van de definitieve selectie. Zwitserland overleefde de groepsfase na een zege op Hongarije (1–3) en gelijke spelen tegen Schotland (1–1) en Duitsland (1–1). Hierna werd Italië met 2–0 verslagen, waarna Engeland op strafschoppen te sterk was in de kwartfinale: 1–1 en 5–3. Zakaria deed alleen tegen Engeland mee. Zijn toenmalige clubgenoten Breel Embolo (eveneens Zwitserland) en Youssouf Fofana (Frankrijk) waren ook actief op het EK.
| Interlands van Denis Zakaria voor Zwitserland | Interlands van Denis Zakaria voor Zwitserland | Interlands van Denis Zakaria voor Zwitserland | Interlands van Denis Zakaria voor Zwitserland | Interlands van Denis Zakaria voor Zwitserland | Interlands van Denis Zakaria voor Zwitserland |
| №                                             | Datum                                         | Wedstrijd                                     | Uitslag                                       | Competitie                                    | Goals                                         |
| Als speler bij Young Boys                     | Als speler bij Young Boys                     | Als speler bij Young Boys                     | Als speler bij Young Boys                     | Als speler bij Young Boys                     | Als speler bij Young Boys                     |
| --------------------------------------------- | --------------------------------------------- | --------------------------------------------- | --------------------------------------------- | --------------------------------------------- | --------------------------------------------- |
| 1                                             | 28 mei 2016                                   | Zwitserland – België                          | 1 – 2                                         | Vriendschappelijk                             |                                               |
| 2                                             | 3 juni 2016                                   | Zwitserland – Moldavië                        | 2 – 1                                         | Vriendschappelijk                             |                                               |
| 3                                             | 10 oktober 2016                               | Andorra – Zwitserland                         | 1 – 2                                         | WK 2018 kwalificatie                          |                                               |
| Als speler bij Borussia Mönchengladbach       |                                               |                                               |                                               |                                               |                                               |
| 4                                             | 31 augustus 2017                              | Zwitserland – Andorra                         | 3 – 0                                         | WK 2018 kwalificatie                          |                                               |
| 5                                             | 3 september 2017                              | Letland – Zwitserland                         | 0 – 3                                         | WK 2018 kwalificatie                          |                                               |
| 6                                             | 7 oktober 2017                                | Zwitserland – Hongarije                       | 5 – 2                                         | WK 2018 kwalificatie                          |                                               |
| 7                                             | 10 oktober 2017                               | Portugal – Zwitserland                        | 2 – 0                                         | WK 2018 kwalificatie                          |                                               |
| 8                                             | 9 november 2017                               | Noord-Ierland – Zwitserland                   | 0 – 1                                         | WK 2018 kwalificatie                          |                                               |
| 9                                             | 12 november 2017                              | Zwitserland – Noord-Ierland                   | 0 – 0                                         | WK 2018 kwalificatie                          |                                               |
| 10                                            | 3 juni 2018                                   | Spanje – Zwitserland                          | 1 – 1                                         | Vriendschappelijk                             |                                               |
| 11                                            | 17 juni 2018                                  | Brazilië – Zwitserland                        | 1 – 1                                         | WK 2018                                       |                                               |
| 12                                            | 27 juni 2018                                  | Costa Rica – Zwitserland                      | 2 – 2                                         | WK 2018                                       |                                               |
| 13                                            | 8 september 2018                              | Zwitserland – IJsland                         | 6 – 0                                         | Nations League 2018/19                        | 23'                                           |
| 14                                            | 11 september 2018                             | Engeland – Zwitserland                        | 1 – 0                                         | Vriendschappelijk                             |                                               |
| 15                                            | 12 oktober 2018                               | België – Zwitserland                          | 2 – 1                                         | Nations League 2018/19                        |                                               |
| 16                                            | 15 oktober 2018                               | IJsland – Zwitserland                         | 1 – 2                                         | Nations League 2018/19                        |                                               |
| 17                                            | 14 november 2018                              | Zwitserland – Qatar                           | 0 – 1                                         | Vriendschappelijk                             |                                               |
| 18                                            | 18 november 2018                              | Zwitserland – België                          | 5 – 2                                         | Nations League 2018/19                        |                                               |
| 19                                            | 23 maart 2019                                 | Georgië – Zwitserland                         | 0 – 2                                         | EK 2020 kwalificatie                          | 80'                                           |
| 20                                            | 26 maart 2019                                 | Zwitserland – Denemarken                      | 3 – 3                                         | EK 2020 kwalificatie                          |                                               |
| 21                                            | 5 juni 2019                                   | Portugal – Zwitserland                        | 3 – 1                                         | Nations League 2018/19                        |                                               |
| 22                                            | 9 juni 2019                                   | Zwitserland – Engeland                        | 0 – 0                                         | Nations League 2018/19                        |                                               |
| 23                                            | 5 september 2019                              | Ierland – Zwitserland                         | 1 – 1                                         | EK 2020 kwalificatie                          |                                               |
| 24                                            | 8 september 2019                              | Zwitserland – Gibraltar                       | 4 – 0                                         | EK 2020 kwalificatie                          | 37'                                           |
| 25                                            | 12 oktober 2019                               | Denemarken – Zwitserland                      | 1 – 0                                         | EK 2020 kwalificatie                          |                                               |
| 26                                            | 15 oktober 2019                               | Zwitserland – Ierland                         | 2 – 0                                         | EK 2020 kwalificatie                          |                                               |
| 27                                            | 15 november 2019                              | Zwitserland – Georgië                         | 1 – 0                                         | EK 2020 kwalificatie                          |                                               |
| 28                                            | 18 november 2019                              | Gibraltar – Zwitserland                       | 1 – 6                                         | EK 2020 kwalificatie                          |                                               |
| 29                                            | 25 maart 2021                                 | Bulgarije – Zwitserland                       | 1 – 3                                         | WK 2022 kwalificatie                          |                                               |
| 30                                            | 28 maart 2021                                 | Zwitserland – Litouwen                        | 1 – 0                                         | WK 2022 kwalificatie                          |                                               |
| 31                                            | 31 maart 2021                                 | Zwitserland – Finland                         | 3 – 2                                         | Vriendschappelijk                             |                                               |
| 32                                            | 3 juni 2021                                   | Zwitserland – Liechtenstein                   | 7 – 0                                         | Vriendschappelijk                             |                                               |
| 33                                            | 12 juni 2021                                  | Wales – Zwitserland                           | 1 – 1                                         | EK 2020                                       |                                               |
| 34                                            | 2 juli 2021                                   | Zwitserland – Spanje                          | 1 – 1 (1 – 3 n.s.)                            | EK 2020                                       |                                               |
| 35                                            | 1 september 2021                              | Zwitserland – Griekenland                     | 2 – 1                                         | Vriendschappelijk                             |                                               |
| 36                                            | 5 september 2021                              | Zwitserland – Italië                          | 0 – 0                                         | WK 2022 kwalificatie                          |                                               |
| 37                                            | 8 september 2021                              | Noord-Ierland – Zwitserland                   | 0 – 0                                         | WK 2022 kwalificatie                          |                                               |
| 38                                            | 9 oktober 2021                                | Zwitserland – Noord-Ierland                   | 2 – 0                                         | WK 2022 kwalificatie                          |                                               |
| 39                                            | 12 november 2021                              | Italië – Zwitserland                          | 1 – 1                                         | WK 2022 kwalificatie                          |                                               |
| 40                                            | 15 november 2021                              | Zwitserland – Bulgarije                       | 4 – 0                                         | WK 2022 kwalificatie                          |                                               |
| Als speler bij Chelsea                        |                                               |                                               |                                               |                                               |                                               |
| 41                                            | 24 september 2022                             | Spanje – Zwitserland                          | 1 – 2                                         | Nations League 2022/23                        |                                               |
| 42                                            | 27 september 2022                             | Zwitserland – Tsjechië                        | 2 – 1                                         | Nations League 2022/23                        |                                               |
| 43                                            | 17 november 2022                              | Ghana – Zwitserland                           | 2 – 0                                         | Vriendschappelijk                             |                                               |
| 44                                            | 2 december 2022                               | Servië – Zwitserland                          | 2 – 3                                         | WK 2022                                       |                                               |
| 45                                            | 6 december 2022                               | Portugal – Zwitserland                        | 6 – 1                                         | WK 2022                                       |                                               |
| 46                                            | 25 maart 2023                                 | Wit-Rusland – Zwitserland                     | 0 – 5                                         | EK 2024 kwalificatie                          |                                               |
| 47                                            | 28 maart 2023                                 | Zwitserland – Israël                          | 3 – 0                                         | EK 2024 kwalificatie                          |                                               |
| 48                                            | 16 juni 2023                                  | Andorra – Zwitserland                         | 1 – 2                                         | EK 2024 kwalificatie                          |                                               |
| 49                                            | 19 juni 2023                                  | Zwitserland – Roemenië                        | 2 – 2                                         | EK 2024 kwalificatie                          |                                               |
| Als speler bij AS Monaco                      |                                               |                                               |                                               |                                               |                                               |
| 50                                            | 9 september 2023                              | Kosovo – Zwitserland                          | 2 – 2                                         | EK 2024 kwalificatie                          |                                               |
| 51                                            | 15 november 2023                              | Israël – Zwitserland                          | 1 – 1                                         | EK 2024 kwalificatie                          |                                               |
| 52                                            | 18 november 2023                              | Zwitserland – Kosovo                          | 1 – 1                                         | EK 2024 kwalificatie                          |                                               |
| 53                                            | 23 maart 2024                                 | Denemarken – Zwitserland                      | 0 – 0                                         | Vriendschappelijk                             |                                               |
| 54                                            | 26 maart 2024                                 | Ierland – Zwitserland                         | 0 – 1                                         | Vriendschappelijk                             |                                               |
| 55                                            | 6 juli 2024                                   | Engeland – Zwitserland                        | 1 – 1 (5 – 3 n.s.)                            | EK 2024                                       |                                               |

Bijgewerkt op 29 juli 2024.